# Starotoruńskie Przedmieście
Starotoruńskie Przedmieście – część urzędowa Torunia, położona w zachodniej części miasta. W 2016 roku liczyła 103 osoby zameldowane na pobyt stały oraz 10 na pobyt czasowy.
Granice Starotoruńskiego Przedmieścia wyznaczają: granice miasta Torunia (od strony północnej i zachodniej) i tor kolejowy Toruń-Czarnowo (od strony północnej), Wisła (od strony południowej) i zabudowa zakładów przemysłowych i włókienniczych (od strony wschodniej).
Przedmieście należało do Torunia już w czasach średniowiecznych. Zlokalizowane było na zachód od murów miejskich.
W skład Starotoruńskiego Przedmieścia wchodzi Port Drzewny, gdzie mieszczą się m.in. Toruńskie Zakłady Urządzeń Okrętowych „Towimor” oraz obiekty zbudowane przez ojca Tadeusza Rydzyka (kościół Najświętszej Maryi Panny Gwiazdy Nowej Ewangelizacji i św. Jana Pawła II, Akademia Kultury Społecznej i Medialnej, Muzeum Pamięć i Tożsamość im. św. Jana Pawła II, Park Pamięci Narodowej i inne). W 2011 roku rozpoczęto dyskusję nad budową linii tramwajowej do Portu Drzewnego. W tym samym czasie pojawiły się plany budowy kompleksu handlowo-usługowego Karawela. Inwestor wycofał się z inwestycji.